# FAST TCP
FAST TCP (psáno také FastTCP) je v informatice název algoritmu, který při přenosech pomocí TCP protokolu zamezuje zahlcení (anglicky network congestion) na datových linkách zejména na velké vzdálenosti s velkou dobou odezvy (latence). Byl vyvinut v Netlabu Kalifornským technologickým institutem, což je nyní komercializovaný FastSoft. V roce 2012 byl FastSoft zakoupen firmou Akamai Technologies.
FastTCP je kompatibilní s existujícími TCP algoritmy. Vyžaduje pouze modifikace počítače, který odesílá data.

## Název
Název FAST je rekurzivní zkratka pro FAST AQM Scalable TCP, přičemž AQM je aktivní řízení fronty a TCP je Transmission Control Protocol.

## Principy fungování
Cílem kontroly zahlcení je regulovat rychlost, s jakou jsou data přenášena, v závislosti na kapacitu počítačové sítě a rychlosti přenosu ostatních uživatelů. Podobně jako TCP Vegas, využívá FastTCP prodlevu fronty namísto ztráty paketů.
Většina řídících algoritmů detekuje zahlcení a zpomalení a když zjistí, že dochází ke ztrátám paketů, tak snižují rychlost v závislosti na pravděpodobnosti ztráty paketů. To přináší dvě nevýhody. Jednak je zapotřebí nízká pravděpodobnost ztráty paketů, aby byla zaručena vysoká rychlost přenosu. Například TCP Reno vyžaduje velmi nízkou pravděpodobnost ztráty, dokonce i nové algoritmy, jako je HTPC, BIC TCP a HSTCP vyžadují nižší ztrátovost, než poskytuje většina bezdrátových sítí WAN. Kromě toho není ztráta paketů jediným ukazatelem zahlcení sítě. Velmi důležitým ukazatelem zahlcení je zpoždění paketů.
FastTCP se snaží udržovat pro tok dat ve frontě konstantní počet paketů. Počet paketů ve frontě se odvíjí od rozdílů pozorovaného obousměrného zpoždění (RTT) a základního RTT. Základní RTT je definován jako minimální pozorované RTT pro spojení. Pokud je ve frontě málo paketů, pak se rychlost odesílání zvyšuje a naopak – jestliže je ve frontě příliš mnoho paketů, rychlost je snížena. FastTCP je v tomto ohledu velmi podobné TCP Vegas.
Rozdíl mezi TCP Vegas a FastTCP je v tom, jak nákládá algoritmus s rychlostí v závislosti počtu paketů ve frontě. TCP Vegas provádí změny rychlosti o přesně definované velikosti. Naproti tomu FastTCP dělá změny o velikosti, kterou určuje to, jak se systém blíží předurčenému stavu. To zaručuje větší stabilitu a rychlost konvergence.

## Duševní vlastnictví
Na rozdíl od většiny TCP algoritmů je FastTCP chráněno několika patenty. Namísto dodržení normalizace určené IETF, se tvůrci FastTCP (především Steven H. Low a Cheng Jin) snažili komercializovat své výsledky skrze společnost FastSoft. V současné době FastSoft nabízí do racku zařízení o velikosti 1U, které může být nasazeno bez dodatečných softwarových a hardwarových úprav potřebných na straně klienta a poskytovatele.